# Heodes gravesica
Heodes gravesica är en fjärilsart som beskrevs av Ruggero Verity 1929. Heodes gravesica ingår i släktet Heodes och familjen juvelvingar. Inga underarter finns listade i Catalogue of Life.